# 何子雨
何子雨（1989年6月10日—2017年11月7日），中華民國空軍少校、幻象2000戰鬥機飛行員，台北市內湖區人，畢業於國立成功大學中文系，自成大學士畢業後報考空軍軍官學校飛行常備軍官班。2017年11月，駕機執行訓練時失踪。12月4日，空軍於光點消失附近海域1.3公里處尋獲戰機鼻輪、減震支柱及發動機零件等項，初步研判應屬失聯幻象戰機殘骸。2018年5月，因公失踪半年后，军方按程序宣告死亡。6月，追晋少校军衔。

## 生平
何子雨就讀臺北市立麗山高級中學，畢業於國立成功大學中國文學系學士。何子雨的大學導師蘇敏逸對他的印象是在何子雨擔任班代時，他经常要服務老師學生，并且他都很負責細心的完成工作。
在大學畢業後，2011年以第一名考取中華民國國防部空軍飛行常備軍官班，於2013年畢業。何子雨除了駕駛幻象戰機外，還飛過F-5戰鬥機、AT-3自強號高級教練、輕攻擊機等機型，但未出國受過訓。2016年5月，何子雨因傷停飛，於2017年1月復飛。

## 失聯與搜索
事發時，何子雨服役於中華民國空軍499聯隊。 2017年11月7日，何子雨上尉駕駛空軍編號2040的幻象2000-5單座戰機，於晚間執行夜間訓練時失聯。 行政院海岸巡防署海洋巡防總局表示，11月7日晚間7時10分接獲通報，一架中華民國空軍幻象2000戰鬥機於基隆市北北東90浬處失聯；即刻指派北部地區機動海岸巡防隊基隆艦、東部地區機動海岸巡防隊花蓮艦及基隆10033艇緊急出勤，前往現場進行搜尋。
11月8日，中華民國空軍召開的記者會上，國防部空軍司令部副司令张哲平中将表示，除王同義上校在法国受訓失事外，这是幻象戰機第5次意外，共有4位飛行员殉職。因事涉機密，過往失事調查並未完整公佈。當時記者會上，美國的自由亞洲電台記者詢問「這架飛機有沒有可能貼海飛行，避過雷達搜索，未排除駕機投共的可能？」，张哲平回应「不太可能」。
9日，立法院答詢，立委王定宇質詢國防部部長馮世寬，當飛官何子雨還在海上等著被救，居然有人質疑是投共，國防部長怎麼想？馮世寬說自己非常氣憤，接著馮世寬拉高音量說，「我不在現場，我在現場會罵『他媽的』，怎麼可以這樣講！」王定宇則說，國會殿堂不建議說這三個字（「他媽的」），但馮世寬豪爽回應：「我就會這樣說！簡直可惡！」國民黨立委馬文君質詢時，馮世寬说，他非常遺憾，當時他不在現場。在現場可能『不只罵三字經』。他說，飛行員為了保護國人，夜間也在訓練，犧牲與家人在一起的時間，沒有得到一點掌聲，卻被认为是投共，「我簡直無法容忍」。他還說國軍，「我們一向對媒體的回應都太軟弱了」。對於立委詢問，是那個媒體在記者會提出投共問題的，這時國防部發言人陳中吉靠近說，是自由亞洲電台提問。馮世寬聽到後則下令，「下次我們任何軍事會議，不能邀請他」。
11月17日，中華民國海軍完成殘駭分布定位。
2018年1月，中華民國國防部表示，已出動空軍軍機201架次、海軍軍艦152艘次，行政院海岸巡防署艦艇46艘次，內政部空中勤務總隊直升機7架次，另委商打撈船25艘次。參與搜尋的官兵仍不放棄任何機會，將繼續搜尋何子雨 。
2018年3月，海空搜索、打撈至今，機上飛官何子雨上尉仍生死未卜。嚴德發上午列席立法院外交及國防委員會備詢，他在回應民進黨立委羅致政質詢時表示，國軍關心袍澤，幻象戰機打撈委商雖然已告一段落，並提出報告，但國軍對該海域的海空搜索仍然持續進行，國軍不放棄搜救，海空機、艦搜索何子雨行動將持續下去。
2018年5月，歷經半年的搜索打撈，始終沒有尋獲殘骸。由於軍人失蹤半年後就宣告死亡，進入撫卹程序。對於因公失蹤的官兵，前六個月仍照常發放薪水，滿六個月後則宣告死亡，進入撫卹程序。
2018年12月4日，空軍晚間宣布，已經尋獲戰機鼻輪、減震支柱與發動機零件等部分殘骸，但尚未尋獲飛行紀錄器（FDR）與飛行員相關物件。2040號機失聯至今以來，共計派遣566批、569架次各型航空器實施搜救，並委由專業打撈公司執行14航次搜尋，日前已於光點消失附近海域1.3公里處尋獲戰機鼻輪、減震支柱及發動機零件等項，初步研判應屬失聯幻象戰機殘骸。
2019年10月17日，空軍司令部宣布在財團法人國家實驗研究院台灣海洋科技研究中心協助下，尋獲該戰機的飛行记录器。並送回原廠法國達梭公司判讀，釐清相關失事的原因。

## 追晉空軍少校
2018年6月5日，總統府發布總統令「追晉故空軍上尉何子雨為空軍少校，此令自中華民國106年11月7日生效」。空軍司令部將官表示，已認定何子雨為因公殉職，撫卹會依規定從優辦理，並舉辦追晉典禮。2018年6月23日星期六於空軍新竹基地中正堂舉行祈福會。

## 公葬
2019年3月29日，空軍司令部在新店碧潭空軍烈士公墓舉行春祭暨公葬典禮，同日亦為失事飛官何子雨舉行公葬典禮並設立衣冠塚，典禮莊嚴隆重，空軍司令張哲平也向何子雨家屬致意關懷。

## 家庭
何子雨與張家涵在就讀臺北市立麗山高級中學時，就是同班同學，並於2016年11月6日結婚。